# Robiquetia pantherina
Robiquetia pantherina là một loài lan đặc hữu của Philippines.